# Аверін Максим Олександрович
Максим Олександрович Аверін (нар. 28 листопада 1985, Львів, Україна) — азербайджанський велосипедист, що виступає за команду Synergy Baku.

## Основні результати
2011
Другий Трофео Еділ С
- 3-й Коппа делла Пасе

2013
- 1-й етап 4 тур в Китай I

2014
- 1-й порецький трофей

2015
- 1-й Національний чемпіонат з перегонів на дорозі
- 1-й Чемпіонат національного часу змагань
- 1-й етап 2 Около Словенська
- Другий Umag Trophy
- Третій трофей Пореча
- 5-й дует Норманд
- 5-й ГП Ізола
- 7-й Хорватія-Словенія
- 7-й тур по Азербайджану
- 8-й Одеський Гран-прі І
- 10-й GP Laguna

2016
- 1-й етап 2 Тур Азербайджану

- 1-й Національний чемпіонат з перегонів на дорозі
- Другий чемпіонат з національного часу